# Оренбургский областной музей изобразительных искусств
Оренбургский музей изобразительных искусств — музей изобразительных искусств в городе Оренбурге.

## История
Оренбургский областной музей изобразительных искусств был открыт в здании, построенном в 1814 году по проекту архитектора М. П. Малахова (1781—1842). Первоначально в здании находилась городская дума, городовой магистрат, сиротский суд. Ныне здание — памятник культуры XIX века. В 1870-м году здание было частично перестроено.
Инициатором создания музея был искусствовед Варламов Сергей Андреевич (1908—1971). Он же был и первым его директором в 1960−1969 годах. В состав созданного музея вошли произведения академика живописи Лукиана Васильевича Попова (1873—1914), жившего и работавшего в Оренбурге, часть экспонатов было получено из Оренбургского краеведческого музея, Третьяковской галереи, Русского музея, Саратовского музея имени А. Н. Радищева, частных коллекций.
Музей пополняется произведениями декоративно-прикладного искусства местных мастеров (лаковая миниатюра, иконы, пуховые платки). В музее проводятся выставки изобразительного искусства («Оренбургские художники XX века», «Наивные художники Оренбуржья», «Оренбургский пуховый платок» и др.), проводятся экскурсии, ведется научная работа.
Музей имеет филиалы:
- Галерея «Оренбургский пуховый платок», в котором собрана коллекция оренбургских пуховых платков[1], предоставляет музеям РФ передвижные выставки картин «Наивные художники Оренбургского края»[2][3], «Мой Пушкин (Пушкинские образы в творчестве наивных художников Оренбуржья)» и др;
- Дом-музей семьи Ростроповичей.
- Музей скульптуры имени Петиных.

## Собрание
Фонды Оренбургского областного музея изобразительных искусств включают в себя произведения древнерусского, русского, башкирского, советского и западноевропейского искусства, созданных с конца XVI века. В их числе графика, живопись, скульптура, иконопись, декоративно-прикладное искусство и др. Всего около 8000 экспонатов.
В коллекции картин — произведения художников второй половины XIX века: художников маринистов И. К. Айвазовского, Н. Н. Дубовского, Л. Ф. Лагорио; художников И. И. Шишкина, А. К. Саврасова; советских живописцев: А. В. Куприна, Н. П. Крымова, А. А. Осмеркина; произведения башкирских мастеров: А. М. Мазитова, Э. М. Саитова и других.
Оренбургский музей собирает картины наивных художников Оренбургской области, включая работы крепостного художника Иерофея Мехеда, С. Г. Степанова (г. Орск), Анатолия Кашигина (г. Новотроицк), Виктора Шнайдера (с. Зубаревка, Оренбургского района), Михаила Сердюкова (Оренбург), Владимира Трубина («Велосипедист», «Бальный танец», 2012, «Утешитель одинокой старости», 2013). Работы женщин-художниц наивного направления: Надии Тюлькиной, Ирины Гильдебрандт, Надеждй Глахтеевой, Ларисы Нестеровой. Коллекция картин наивных художников, выполненных с 50-х годов прошлого века до начала XXI века, включает в себя более 400 работ.
В коллекции музея также представлены работы оренбургских художников: Н. М. Ледяева, А. Ф. Степанова, Ф. И. Козелкова, В. Т. Ни, Н. П. Ерышева, Г. А. Глахтеева, Ю. П. Григорьева, В. Ф. Просвирина, Р. А. Яблокова и др.
В музее широко представлено творчество академика живописи, представителя позднего передвижничества, жившего в Оренбурге Л. В. Попова.
В музее собрана основная часть наследия представителя ленинградской художественной школы, графика и иллюстратора, погибшего на войне Н. Д. Прохорова, жизнь и судьба которого тесно связана с Оренбургом. Среди его работ — рисунки, акварели, гравюры, темами которых были места, связанные с нахождением А. С. Пушкина в Оренбургском крае («Пушкин и Даль в Оренбурге», «А. С. Пушкин с крестьянами», «Пушкин на базаре»).
В 2019 году благодаря решению Министерства культуры России фонды музея пополнились коллекцией с 499 картин, принадлежащих ранее Международной конфедерации Союзов художников и хранившихся в разных музеях после её расформирования. Передача музею произведений искусства в таком количестве и разнообразии не производилась с 1946 года.

## Галерея работ

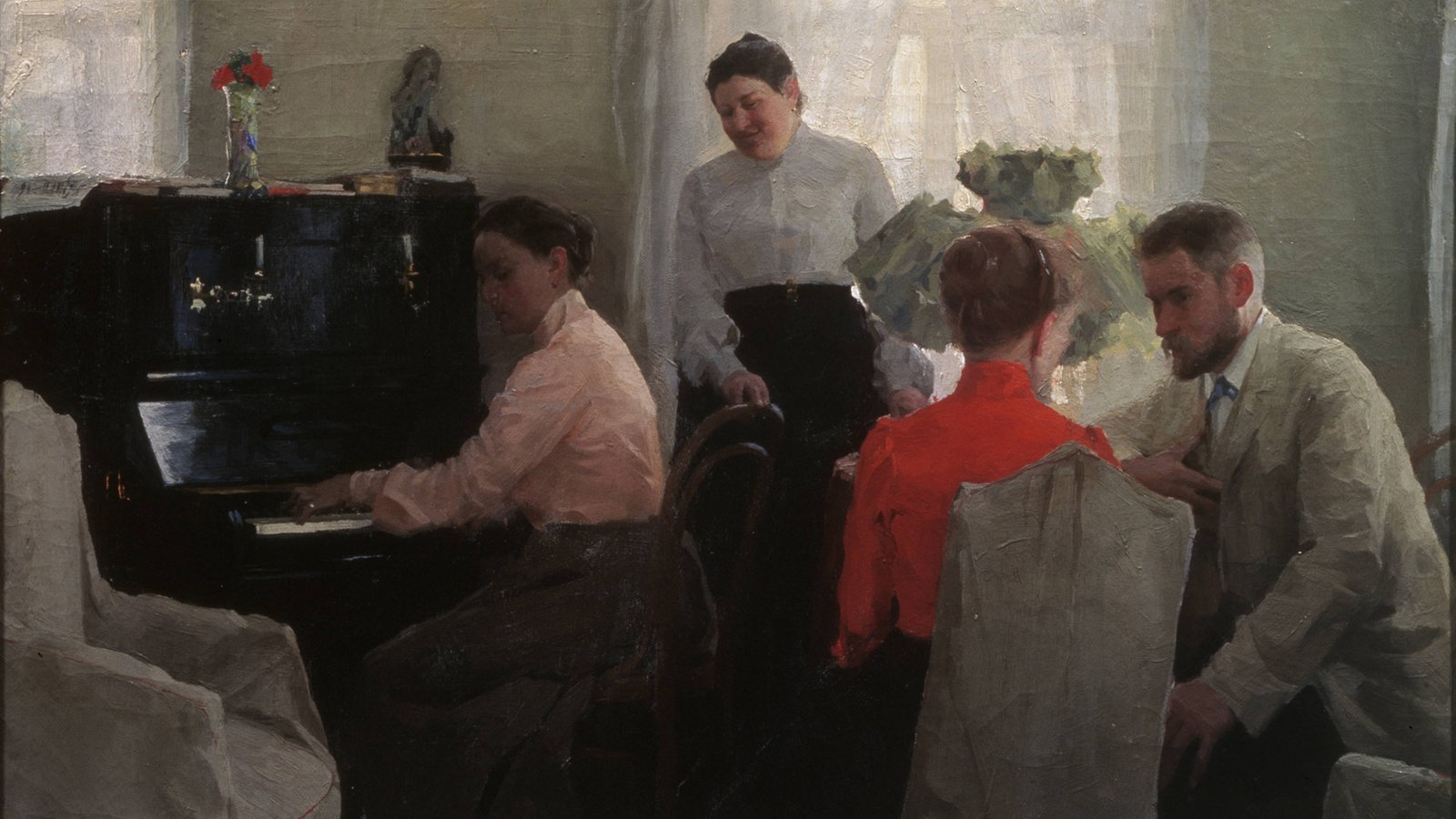
Л. В. Попов «Жених», (1904), холст, масло — Оренбургский областной музей изобразительных искусств
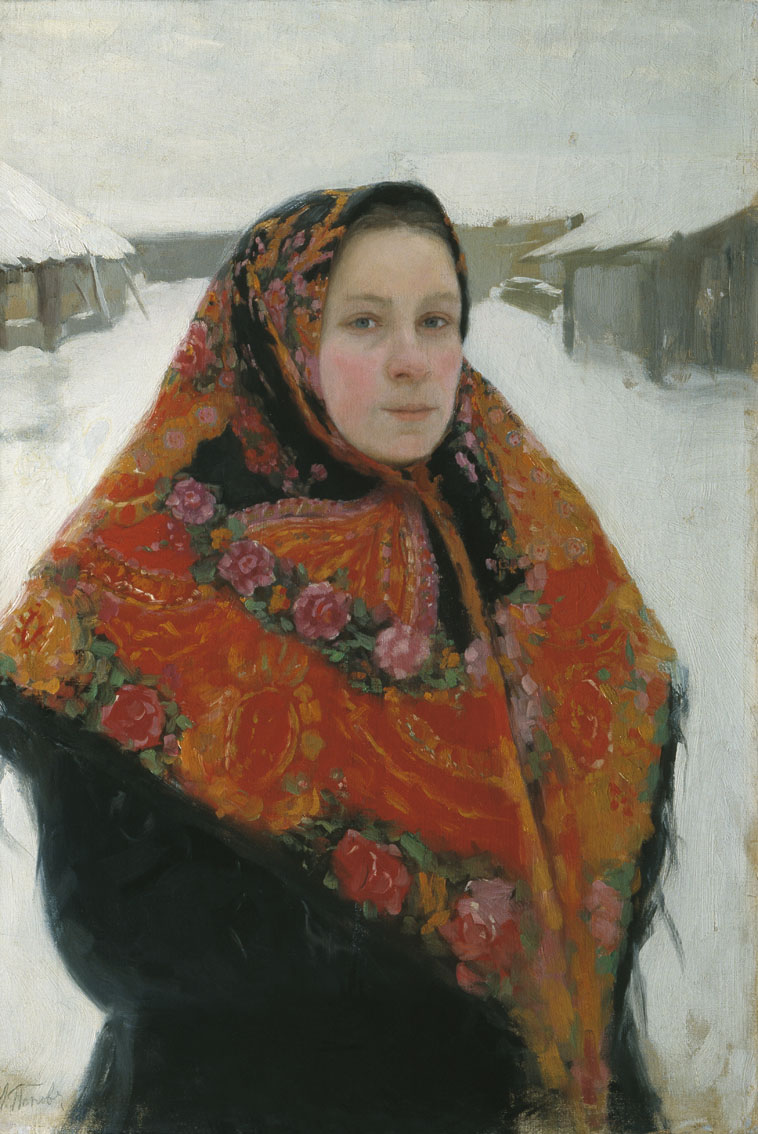
Л. В. Попов «Портрет жены в пёстром платке», (1900-е годы), холст, масло — Оренбургский областной музей изобразительных искусств
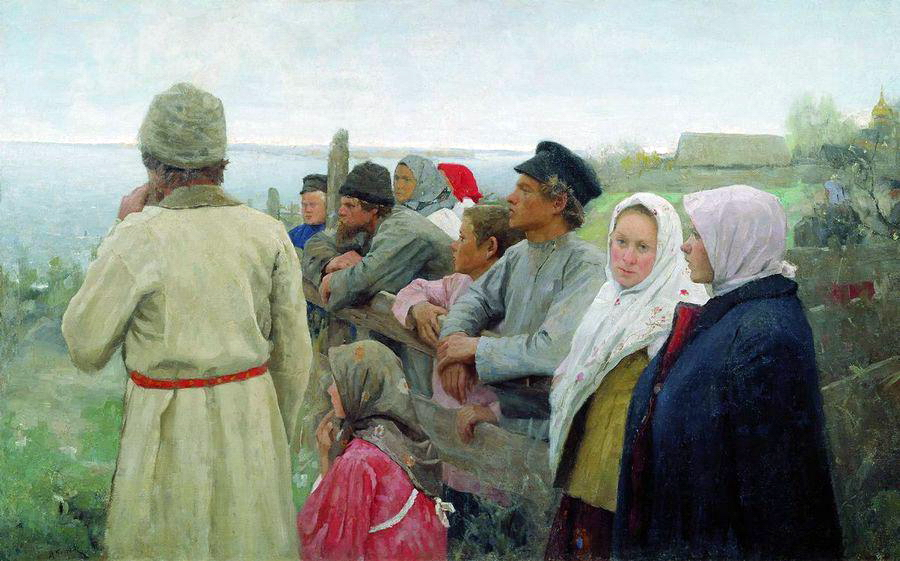
Л. В. Попов «Луга затопило», (1908), холст, масло — Оренбургский областной музей изобразительных искусств
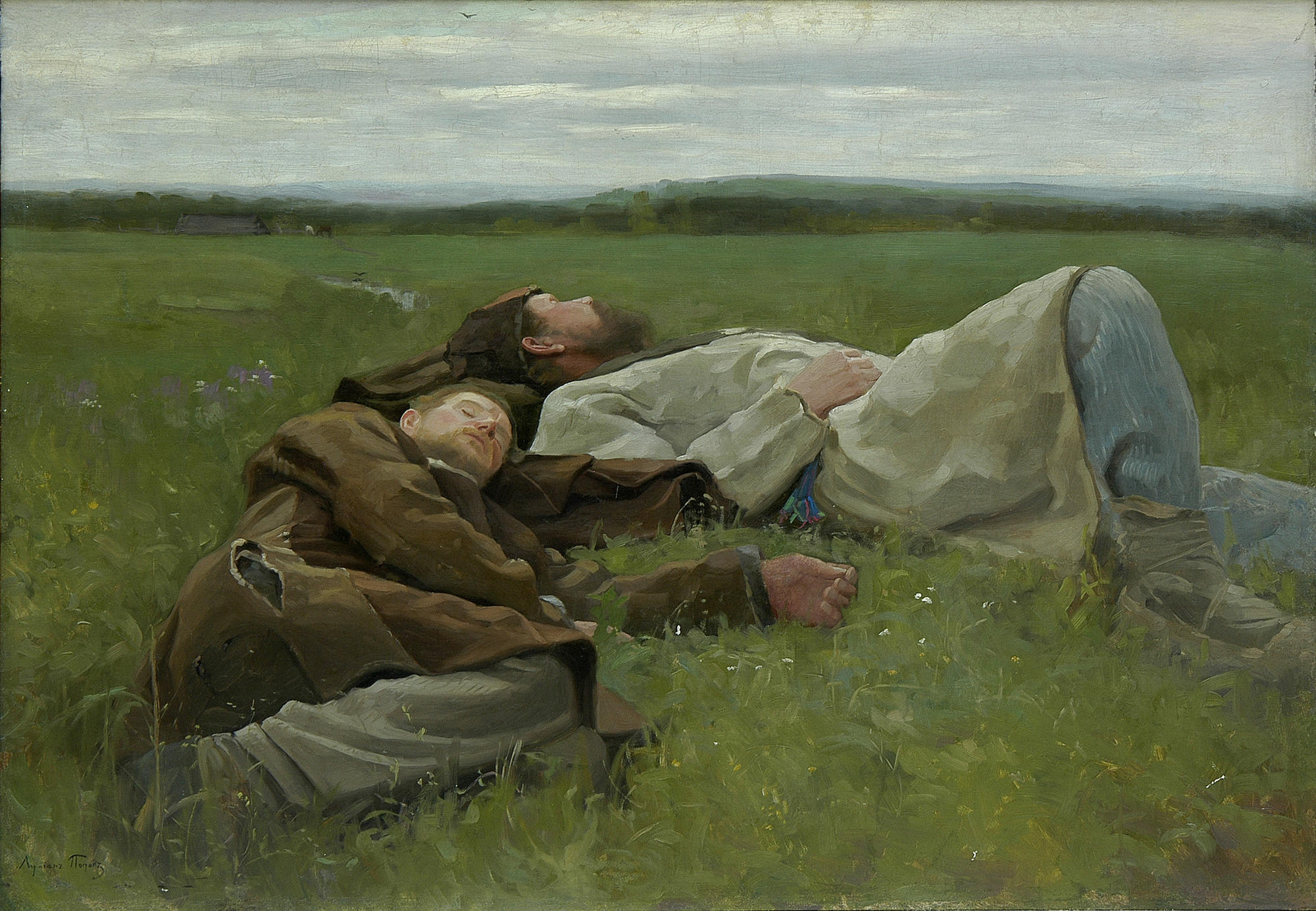
Л. В. Попов «Крепкий сон», (1912), холст, масло — Оренбургский областной музей изобразительных искусств
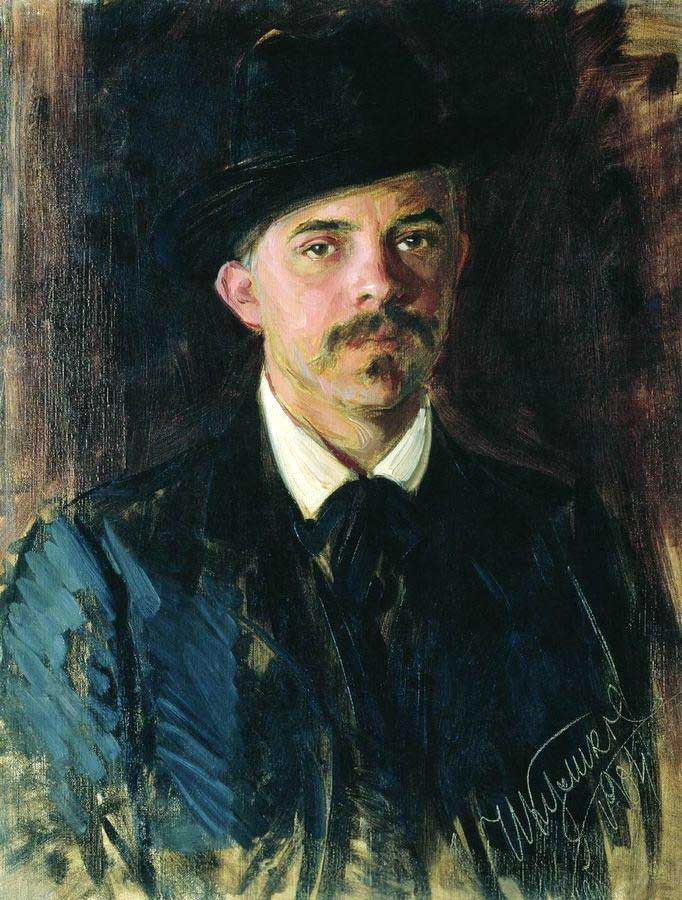
Портрет Л. В. Попова работы И. С. Куликова — Оренбургский областной музей изобразительных искусств
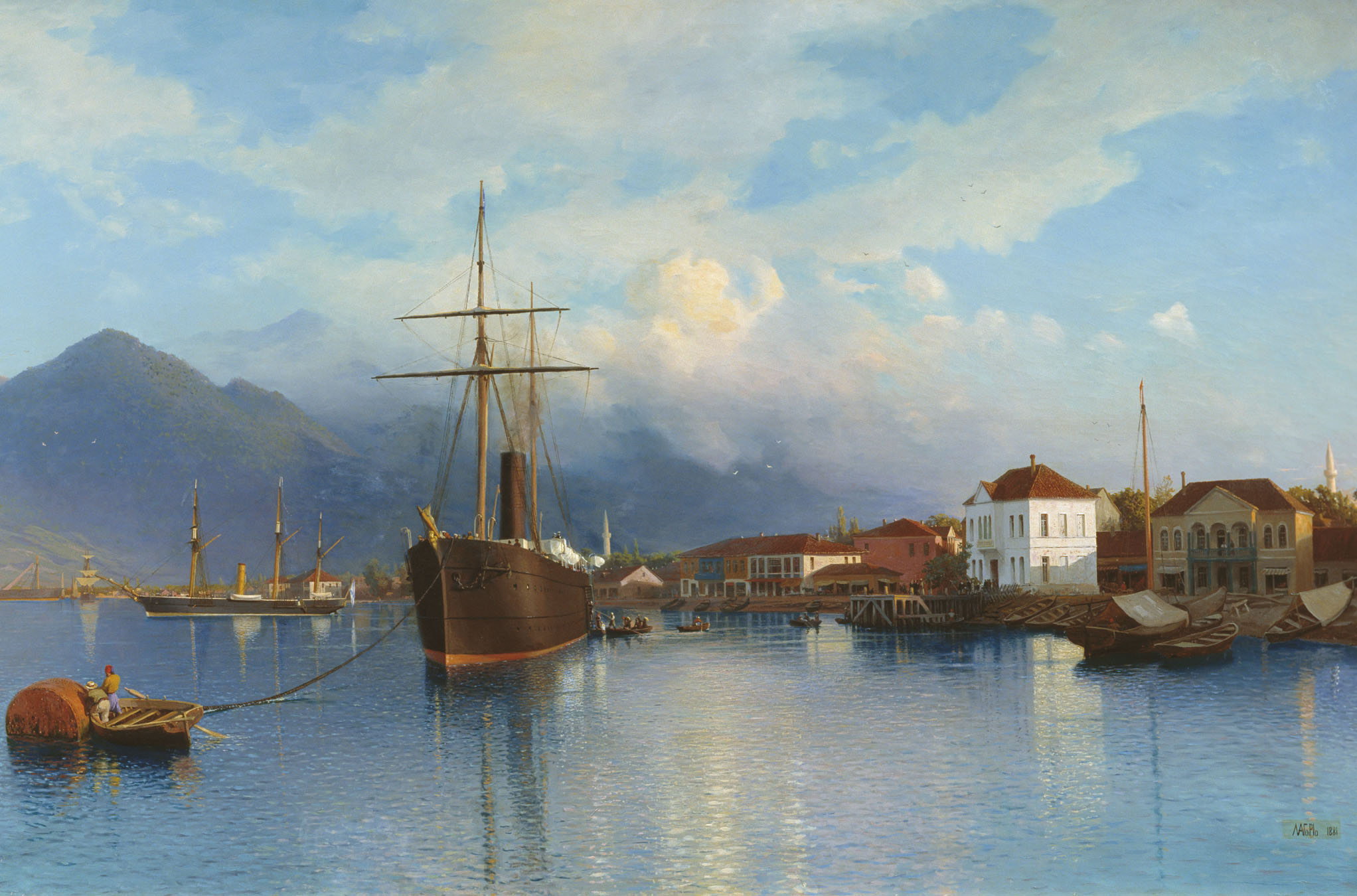
Лагорио Л. Ф. «Батум», 1881. — Оренбургский областной музей изобразительных искусств
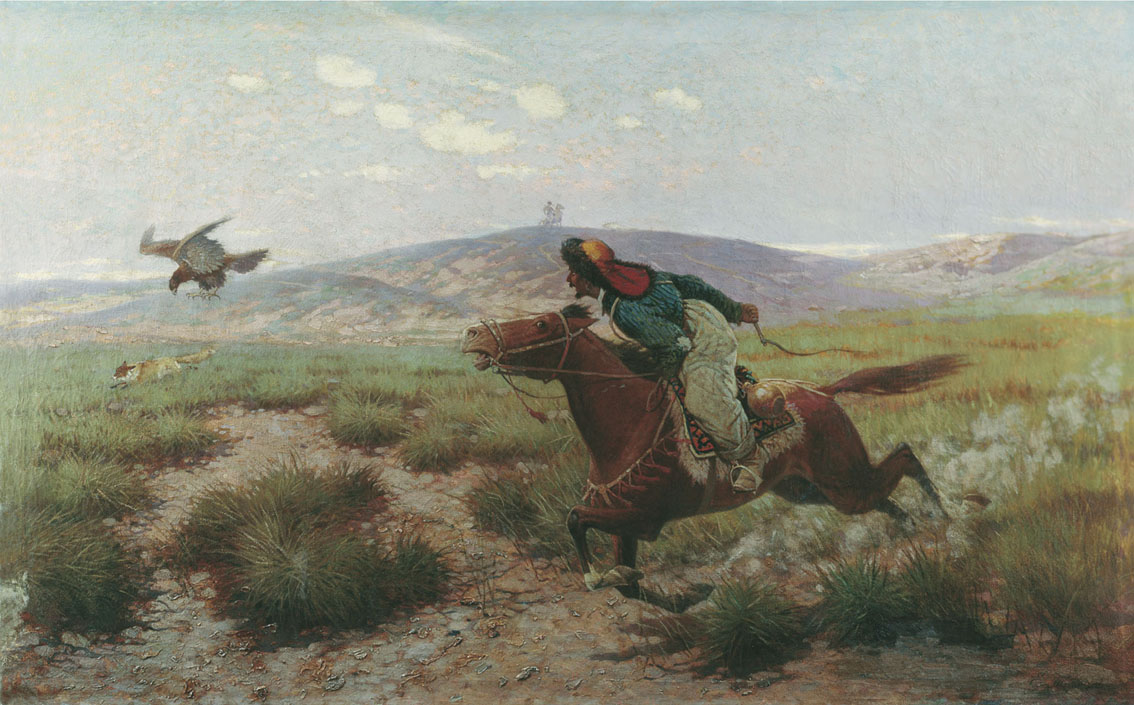
Тихменев Е. А. « Охота с беркутом», холст, масло. — Оренбургский областной музей изобразительных искусств

## Награды
- Благодарность Президента Российской Федерации (5 марта 2021 года) — за заслуги в развитии отечественной культуры и искусства, многолетнюю плодотворную деятельность[8].